# حدق لينانوم
حدق لينانوم  (الاسم العلمي: Solanum linnaeanum)، شجيرة منتصبة من جنس الحدق، وتعرف باعدة أسماء شائعة من بينها تفاحة الشيطان وتفاحة سدوم. يستخدم هذا الاسم الأخير أيضًا للأنواع مختلفة من الحدق وغيرها من النباتات المختلفة تمامًا عن جنس الحدق، لا سيماالعشار الباسق والصقلاباوات.
هي نبته سامة ثمرتها تشبه الطماطم موطنها الأصلي جنوب إفريقيا، زيمبابوي وموزمبيق، وتعتبر من الأنواع الغازية في أستراليا، نيوزيلندا،هاواي، فيجي، كاليدونيا الجديدة، وغيرها من جزر المحيط الهادئ، ويوجد أيضًا في منطقة عسير في السعودية، والمناطق الشمالية من باكستان.
سُمي هذه النوع بالينانوم تكريمًا لعالم النبات السويدي كارل لينوس.